# Auletobius cassandrae
Espèce
Auletobius cassandrae  est une espèce d'insectes appartenant à la famille des Attelabidae.